# Vulaines
Vulaines är en kommun i departementet Aube i regionen Grand Est (tidigare regionen Champagne-Ardenne) i nordöstra Frankrike. Kommunen ligger  i kantonen Aix-en-Othe som ligger i arrondissementet Troyes. År 2022 hade Vulaines 225 invånare.

## Befolkningsutveckling
Antalet invånare i kommunen Vulaines
Referens: INSEE